# Martín Enríquez de Almansa
Martín Enríquez de Almansa (Alcanyís, Aragó, 1525 - Lima, Perú, 1583) va ser virrei de Nova Espanya, entre el 1568 i 1580, i virrei del Perú, entre el 1581 i el 1583.
Va iniciar el seu mandat a Nova Espanya el 5 de novembre de 1568, on va centrar els seus esforços en la lluita contra els indis huatxiles, que havien realitzat algunes incursions en els territoris del virregnat. Cal destacar la seva gran activitat en la fundació de pobles, convents i col·legis. Durant el seu mandat va sufocar moltes revoltes indígenes i va iniciar el procés d'instauració del Sant Ofici a Mèxic, que va ser establert el 1571. El 1573 va iniciar la construcció de la catedral de Mèxic.
Va ser promocionat a virrei del Perú el 4 d'octubre de 1580, i va arribar a Lima el 1581. Un cop al Perú, cal destacar l'establiment del servei postal i la fundació de l'escola de San Martín. El seu mandat com a virrei del Perú va estar marcat pel terratrèmol d'Arequipa, el 1582. Va morir, tot d'un plegat, el 15 de març de 1583, a Lima. Les seves restes van ser incinerades en el convent de Sant Francesc de Lima.